# Melittia astarte
Melittia astarte is een vlinder uit de familie wespvlinders (Sesiidae), onderfamilie Sesiinae.
Melittia astarte is voor het eerst wetenschappelijk beschreven door Westwood in 1848. De soort komt voor in het Oriëntaals gebied.